# Давньогрецька міфологія
Грецька, або Давньогрецька міфологія/мітологія була основою розвитку однієї з найдавніших цивілізацій світу — Стародавньої Греції, колиски Західної цивілізації. Розглядаючи богів, божеств та героїв давньогрецьких міфів, можна побачити розвиток сучасного суспільства: як воно змінювало своє ставлення до сил природи, до суспільного та індивідуального. Завдяки давньогрецьким міфам можна судити про те, як зароджувались основи теології та космології. Зрештою, надзвичайна цінність феномену давньогрецької міфології полягає в тому, що вона підштовхнула людей до необхідності інтелектуального розвитку, до появи багатьох наук, зокрема логіки, математики, риторики тощо.

## Особливості формування
Характерними особливостями давньогрецької міфології були уособлення та наділення душею явищ природи — анімізм — та пов'язана з ними людиноподібність богів та тлумачення їхньої поведінки за допомогою міфів. Ліси, діброви, річки, гори, моря, небо, за уявленнями стародавніх греків, були заселені божествами.
Давньогрецька міфологія з її дитячою наївністю сприймання дійсності, з яскравою образністю й художністю відіграла чималу роль у розвитку грецької культури і стала передумовою становлення грецького мистецтва. Боги змінювалися так само, як і ті, хто вірив у них. З розвитком грецької цивілізації боги ставали дедалі благороднішими й поважнішими.
Особливою шаною в греків стародавньої доби користувалась годувальниця всього — Гея, життєдайна володарка земель, втілення невичерпної творчої сили Землі, «тієї великої матері, в лоно якої все повертається, щоб знову проростати для нового життя». Це відбивало і вплив матріархату, і значення хліборобства як основної галузі господарства народу. Пізніше культ Землі ввібрав також шанування Реї, Деметри, Персефони та інших божеств, пов'язаних із хліборобством.
Боги уявлялися грекам за тією чи іншою працею: Гермес і Пан пильнували отари, Афіна вирощувала маслинові дерева тощо. Тому, щоб людина могла успішно виконувати якусь справу, вважалося за потрібне піддобритися до відповідного божества принесенням у жертву плодів, молодих тварин.
Спочатку не існувало ієрархії серед богів. У тогочасних віруваннях греків збереглися залишки первісних релігій — фетишизму: наприклад, шанування каміння, особливо дельфійського омфала, тотемізму (орел, сова, корова й інші тварини були постійними атрибутами богів, а самі боги нерідко зображувались у вигляді тварин), магія.
У добу панування родової знаті (у Стародавніх Афінах — евпатриди) дрібні місцеві божества були замінені олімпійськими богами. Гомер у VIII столітті до н. е. в своїх поемах «Іліаді» й «Одіссеї» та Гесіод у VII столітті до н. е. у «Теогонії», тобто «Родоводі богів», усталили типові образи богів. Гомерові боги — просто безсмертні люди, наділені неземною вродою і силою. Кожен з них має своє ім'я і риси, властиві тільки йому. Ці боги — Посейдон, Аїд, Гера, Деметра, Гестія, Афіна, Афродіта, Аполлон, Артеміда, Гефест, Арес та інші — розглядалися вже як якась родина чи держава, що має свого верховного главу — «батька людей і богів».
Зевс втілював у релігійній формі риси патріархального владики. Він панував над небом, землею, морем і пеклом. Отже, з'явилась ієрархія богів, яка відбивала зміцнілу ієрархію класового суспільства. Зображені в «Іліаді» та «Одіссеї» палац Зевса на Олімпі із золотими стінами та підлогами, розкішні вбрання богинь, а також постійні чвари, розбрат та інтриги між богами стали своєрідним віддзеркаленням життя грецької родової аристократії. Гомер назавжди закріпив антропоморфічний характер грецької релігії. Гесіод тільки чіткіше виклав її.
Перемога олімпійців ніколи не була повною. Нерідко найпалкіше вірили в тих богів, яких не оспівав жоден поет. Людина, як і раніше, відчувала, що її оточують добрі та злі духи, і виконувала прадавні магічні обряди. Існували ніби дві релігії: офіційна (її проповідували держава, література та давньогрецьке мистецтво), заснована на гомерівських традиціях, і вірування нижчих верств, які зберігали забобони догомерівських часів. Велике значення в давньогрецькій релігії мав культ предків і взагалі померлих, а також культ героїв. У класичну епоху в культі померлих постало уявлення про життя душ праведників на Єлісейських полях.
Виникнення міст-держав (полісів) і подальший розвиток рабовласницького суспільства змінили характер грецької релігії. У VIII — VII століттях до н. е. з'явилися й поширились культи богів покровителів ремесла і торгівлі. Богом ковальства став Гефест, богом торгівлі — Гермес. Змінилось уявлення і про функції богів: покровителями ремесел у кожному місті, як правило, оголошувались боги, що їх вважали оборонцями самого міста: наприклад, в Афінах — Афіна, в Коринфі — Посейдон, у Дельфах — Аполлон.
Не завжди і не з найдавніших часів храм був місцем поклоніння богам. Їм поклонялися в горах, у гаях, у гротах, біля джерел. З часом таке особливо шановане місце ставало священним і там будували храм. Розквіт храмового будівництва в Афінах припадає на V — IV ст. до н. е. — так зване, золота доба Перикла. Відправляння культу в цілому перебувало під контролем держави. Жрецьких корпорацій у грецьких державах, як правило, не було. Вибрані жеребкуванням службові особи виконували також обов'язки жерців.
Грецький жрець не вчився спеціально і нічим не відрізнявся від решти громадян. Службу божу правили і чоловіки, і жінки. Охорона храму вважалася державним обов'язком жреця. Оскільки не було ані догматів, ані віровчення, жерці не повчали віруючих. Вони тільки виконували обряди. У деяких культах посада жерця була спадковою.
У визнанні загальногрецьких богів та пов'язаних з ними святинь частково відбивалось усвідомлення греками своєї етнічної єдності. Так, славнозвісними в усьому грецькому світі були святилища в Олімпії та Дельфійський оракул. Усі греки могли брати участь в іграх і Олімпійських змаганнях, які періодично влаштовували біля таких святилищ. Олімпійські ігри стали основою грецького літочислення, періоди тривалістю 4 роки від змагань до змагань іменувались олімпіадами.
Поряд із культами, призначеними для всього населення, у Греції рано виникли таємні релігійні товариства й культи, до участі в яких допускалися втаємничені (місти). Найвідомішими були обряди на честь Деметри — Елевсінські містерії — та на честь Діоніса — Діонісії. Утаємниченим в Елевсінські містерії обіцяли раювання після смерті. Стародавні вірили, що учасник Діонісій приєднувався до божества за допомогою з'їденого сирого м'яса тварини, яку роздирали живцем.
Таємні культи в пізньоантичний період певною мірою були виявом незадоволення умовами життя і охоплювали чималу частину нижчих верств давньогрецького суспільства. Греки, як і всі політеїсти, відзначалися широкою віротерпимістю і великою шаною до чужих богів. Напевне, вони вважали, що богів ніколи не буває забагато і що за межами країни завжди може знайтись якийсь бог, котрого варто прихилити на свій бік.
В елліністичну добу після завоювань Александра Македонського особливо греків приваблював Єгипет, саме звідти вони взяли богиню Ісіду, яка з III століття до н. е. мала серед греків численних шанувальників. Разом з Ісідою утвердився культ її чоловіка й брата Осіріса (Серапіса), на честь якого споруджено багато храмів по всьому грецькому світі. Зі східних богів найбільше шанували Велику Матір, матір богів Кібелу — фригійську богиню, в якій греки впізнавали свою Рею. Другим могутнім богом зі Сходу був Мітра, ірансько-вавилонський бог сонця. В II — III століттях н. е. його культ досягає найбільшого розквіту. Люди, які страждали від соціального гноблення та безправності, шукали щастя в «загробному житті».
Неоплатонізм був останньою спробою зберегти й оживити стару грецьку релігію, але він не мав успіху, бо єдиною релігією, яка відповідала вимогам часу, стало християнство. Обряди давньогрецької релігії мали великий вплив на розвиток літератури й мистецтва європейських та інших народів.

## Особливості формування релігійної ідеології
У період переходу до класового суспільства формуються племінні релігії, головну роль в яких відіграють культ племінного вождя та культ духів предків. Виникає політеїзм (багатобожжя) як ідеологічне відображення створення родоплемінних союзів. Складається інститут жерців — професійних священнослужителів.
Необхідно зауважити, що жерці монополізували знання, духовну культуру взагалі і використовували її в інтересах своєї касти. Проте завдяки жрецям до нас дійшло чимало давніх історичних пам'яток у формі «священних книг», де відображаються життя та ідеологія минулих епох.
Говорячи про формування релігійних уявлень, релігійної ідеології, варто розглянути питання про міфи (з грецьк. «оповіді»). Це теж фантастичне відображення дійсності в первісній свідомості, втілене в характерній для давнього світу усній народній творчості. Міфи — оповіді, які виникли на ранніх етапах історії, фантастичні образи яких були спробами узагальнити і пояснити різні явища природи і суспільства. В міфах відбилися також моральні погляди і естетичне ставлення людини до дійсності. Оскільки в міфології міститься уявлення про надприродне, вона має в собі елементи релігії. Записаний догматизований міф далі стає складовою частиною «священних книг» національних релігій, які виникають разом з державою.

## Еволюція давньогрецької міфології: від хтонічних істот до героїв-напівбогів

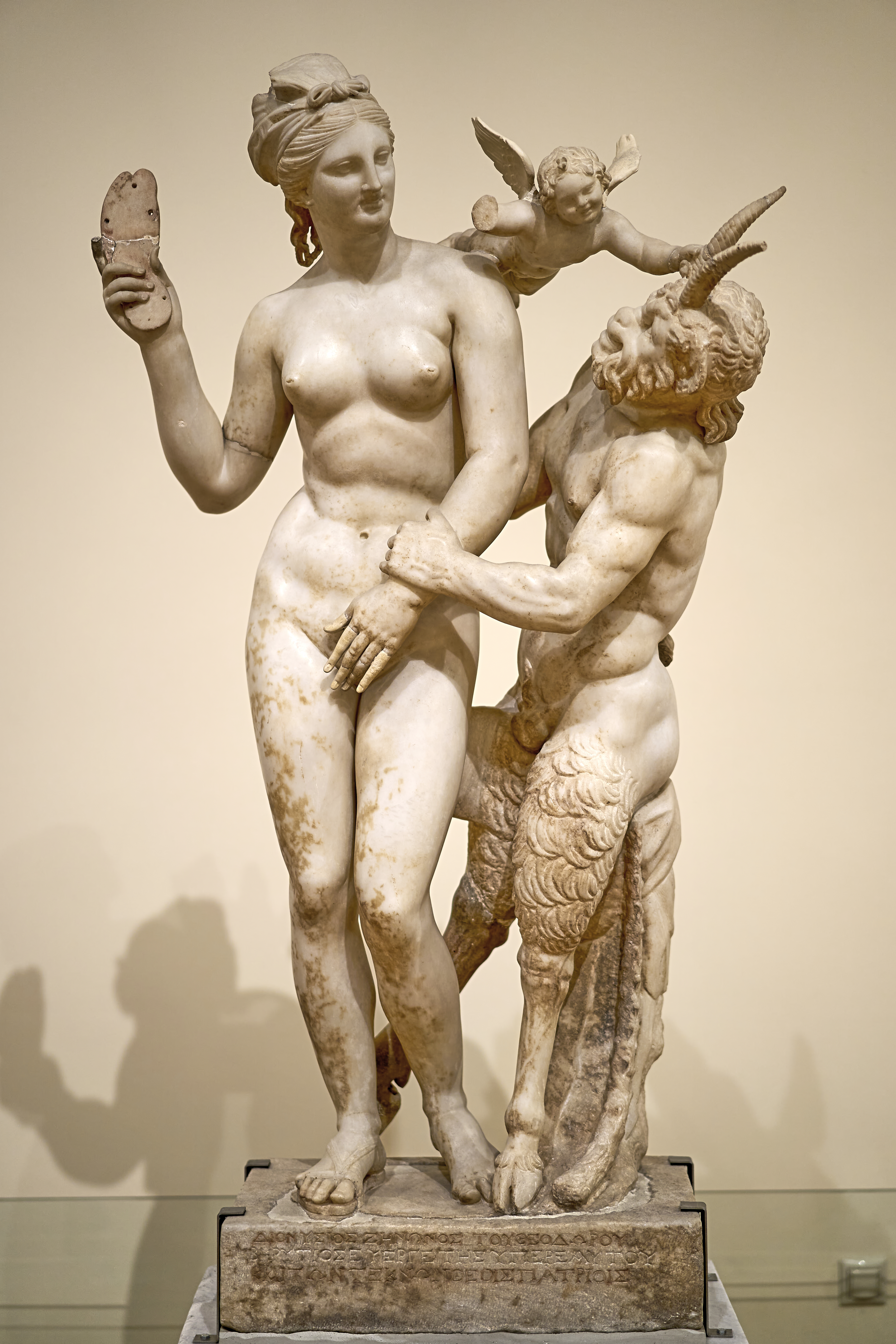
Афродіта, Ерос та Пан, Національний археологічний музей Афін

Міфологія стародавніх греків була одним із найчудовіших явищ у культурі середземноморських народів. Міфологія досить сильно впливала на становлення релігійної думки у Стародавній Греції. Дослідники виділяють три основних періоди в розвитку давньогрецької міфології: хтонічний, чи доолімпійський, класичний олімпійський і пізній героїчний. Погляди, характерні для хтонічного періоду, склалися в грецькому суспільстві задовго до дорійського завоювання XII століття до н. е. і навіть до виникнення перших ахейських держав. Не збереглося джерел, в яких би ці погляди були представлені повно і послідовно. Тому доводиться використовувати окремі архаїчні образи чи міфологічні епізоди, що випадково відбилися в текстах, що відносяться до значно пізнішого часу.

### Перший період
Термін «хтонічний» походить від грецького слова «хтон» — «земля». Земля сприймалася давніми греками як жива і всемогутня істота, що усе породжує й усіх живить. Сутність землі була втілена в усьому, що оточувало людину й у ній самій, пояснює те поклоніння, яким греки оточували символи божеств: незвичайні камені, дерева і навіть просто дошки. Однак звичний первісний фетишизм змішувався в греків з анімізмом, приводячи до складної і незвичайної системи вірувань.
Крім богів існували ще й демони. Це невизначені і страшні сили, що не мають ніякого вигляду, але володіють жахливою могутністю. Демони з'являються невідомо відкіля, втручаються в життя людей, причому звичайно найбільш катастрофічним і жорстоким образом, і зникають. З образами демонів були зв'язані і представлення про чудовиськ, яких на цьому етапі розвитку грецької релігії, імовірно, теж сприймали як істот, що володіють божественною силою.
У подібних уявленнях про богів і в особливому шануванні Землі як Великої Матері помітні відгомони ідей різних етапів розвитку грецького суспільства — і зовсім раннього часу, ще коли не відокремлювала людина себе від природи створювалися образи людинотварин, і періоду матріархату, коли панування жінок у суспільстві підкріплювалося розповідями про всесилля Землі-Прародительки.
Проте одне поєднувало всі ці погляди — уяву про байдужість богів, про їхню глибоку відчуженість. Вони сприймалися як істоти могутні, але небезпечніші, ніж благодійні, від яких потрібно скоріше відкуповуватися, ніж намагатися здобути їхню прихильність. Таким з'являється, наприклад, бог Пан, що, на відміну від Тифона чи гекатонхейрів, у пізнішій міфології не перетворився в остаточного монстра, а залишився богом, заступником лісів і полів. Він пов'язаний з дикою природою, а не з людським суспільством, і, попри свою схильність до веселощів, може наводити на людей безпричинний страх. Козлоногий, бородатий і рогатий, він з'являється людям у полуденну годину, коли усі завмирають від спеки, у годину, що вважалася не менш небезпечною, ніж північ. Він може бути і добрим, і справедливим, але все-таки краще не зустрічатися з богом Паном, що зберіг напівзвіриний вигляд і вдачу первісних породжень Матері-Землі — Матір Део.

### Другий період (класичний)
Розпад матріархату, перехід до патріархату, виникнення перших держав ахейців — усе це дало поштовх до повної зміни всієї системи релігійного сприйняття, до відмови від старих богів і появи нових. Як і в інших народів, богів — уособлень бездушних сил природи заміняють боги-заступники окремих груп у людському суспільстві, груп, що поєднувалися за найрізноманітнішими ознаками: класовими, становими, професійними, але в них усіх загальним було одне — це люди минулого, як не намагалися ужитися з природою, а прагнучи підкорити її, перетворити в щось нове, змусити служити людині.
Невипадково найдавніші міфи олімпійського циклу починаються з винищування істот, яким, імовірно, у попередній період поклонялися як богам. Бог Аполлон убиває Піфійського дракона і гігантів, люди-напівбоги, сини богів знищують інших чудовиськ: Медузу, Химеру, Лірнейську Гідру. І остаточну перемогу над древніми богами тріумфує Зевс, цар богів Космосу. Образ Зевса дуже складний і сформувався в міфології греків не одразу. Уявлення про Зевса склалися тільки після дорійського завоювання, коли прибульці з півночі додали йому риси абсолютного бога-владики.
У щасливому й упорядкованому світі Зевса його сини, породжені від смертних жінок, завершують справа свого батька, винищуючи останніх чудовиськ. Напівбоги, герої символізують єдність світів божественного і людського, нерозривний зв'язок між ними і доброчинна увага, з яким боги спостерігають за людьми. Боги допомагають героям (наприклад, Гермес — Персею, а Афіна — Гераклові), а карають тільки нечестивців і лиходіїв. Уявлення про жахливих демонів теж змінюються — вони тепер виглядають скоріше просто могутніми духами, мешканцями всіх чотирьох стихій: вогню, води, землі і повітря.

### Третій період (пізній героїчний)
Становлення і розвиток держави, ускладнення суспільства і суспільних відносин, збагачення уявлень про оточуючий Грецію світ неминуче підсилювали почуття трагічності буття, переконаності, що у світі панують зло, жорстокість, безглуздість і абсурд. У пізній героїчний період розвитку грецької міфології, відроджуються представлення про силу, якій підкоряються все існуюче — і люди, і боги. Невблаганна доля панує над усім. Перед нею схиляється навіть сам Зевс, змушений то силою випитувати в титана Прометея пророкування власної долі, то упокорюватися з іспитами і мученнями, через які повинний пройти його улюблений син Геракл, щоб він зміг вступити в сонм богів. До людей доля ще більш нещадна, аніж до богів, — її жорстокі і часто безглузді веління виповнюються з невідворотною точністю. Едіп виявляється проклятим, попри усі свої зусилля врятуватися від передвіщеної долі, гине. Від долі також ховається Анхіс, дід Персея, навіть цілий рід Атрідів не може піти від сліпого вироку долі, будучи втягнутим у нескінченну низку вбивств і братовбивств.
Та й боги тепер уже не настільки милостиво налаштовані до людей. Покарання тих, хто порушив їхню волю, жахливі і невиправдано жорстокі: Тантал вічно мучиться від голоду і спраги, Сізіф зобов'язаний постійно піднімати на пекельну гору важкий камінь, Іксіон прикутий до вогненного колеса.
У пізньому грецькому суспільстві релігія поступово занепадала, вироджуючись у просте виконання обрядів, а міфологія ставала просто скарбницею образів і сюжетів для авторів поем і трагедій. Деякі філософи навіть заперечували головну роль богів у створенні світу, представляючи цей космічний акт як злиття чи першоелементів стихій. У такому виді грецька релігія проіснувала до початку походів Александра Македонського, коли в елліністичних імперіях вона вступила в багатогранну і взаємозбагачувальну взаємодію з віросповіданнями Стародавньої Азії.